# Balderschwang
Balderschwang là một đô thị ở Oberallgäu bang Bayern thuộc nước Đức.